# Santa Coloma (Asturias)
Santa Coloma (en eonaviego, Santa Colomba) es una casería y una parroquia del concejo asturiano de Allande, en España.
En los 43,8 km² de extensión de la parroquia habitan un total de 59 personas (INE 2011) repartidas entre las 17 poblaciones que la forman.
La casería de Santa Coloma se halla a 760 metros de altitud en la margen derecha del río Pumarín. Dista 19,5 km de Pola de Allande y en ella habitan 3 personas (INE, 2011). La iglesia parroquial, del siglo XV, está situada junto a un tejo de 8 metros de altura declarado monumento natural.

## Poblaciones
Según el nomenclátor de 2023, la parroquia comprende las poblaciones de: 
- Arbeyales (Arbiales, casería)
- Bendón (casería)
- Bustel (casería)
- Cabral (casería)
- El Caleyo  (casería)
- Is (lugar)
- Llaneces (Llaeces, aldea)
- Meres (casería)
- Monón (casería)
- Muriellos (Murellos, casería)
- Penouta (casería)
- Pontenova (A Pontenova, casería)
- La Porquera (A Porqueira, casería)
- El Rebollo (El Rebollu, casería)
- Santa Coloma (Santa Colomba, casería)
- El Sellón (casería)
- Vallinadosa (Valladosa, casería)